# Félix de Azúa Gruart
Félix de Azúa Gruart (Barcelona, 1916 – Alicante, 1985) fue un arquitecto español, hijo del también arquitecto Félix de Azúa de Pastors. Desarrolló gran parte de su carrera profesional en la ciudad de Alicante, donde dejó una huella significativa en el urbanismo y la arquitectura de mediados del siglo XX.

## Biografía
Nacido en Barcelona en 1916, Félix de Azúa Gruart fue hijo del arquitecto Félix de Azúa de Pastors, con quien compartió la vocación por la arquitectura. Tras completar sus estudios, se trasladó a Alicante, donde ejerció como arquitecto municipal. Su labor en la ciudad coincidió con un periodo de transformación urbana, en el que se llevaron a cabo importantes proyectos de renovación y expansión.

## Obras destacadas

### Plaza de la Montañeta
Una de sus intervenciones más significativas fue la transformación del antiguo cerro de San Francisco, conocido popularmente como "La Montañeta", en la actual plaza de la Montañeta. Este cerro, que representaba una barrera natural entre el centro histórico y el ensanche de la ciudad, fue desmontado a partir de 1931. Tras la Guerra Civil Española, se retomó el proyecto de urbanización, y Félix de Azúa Gruart diseñó una plaza cuadrangular cerrada y sin pórtico, que integraba edificios institucionales de estilo neoclásico.

### Estación Central de Autobuses de Alicante
Entre 1943 y 1947, proyectó y construyó la antigua Estación Central de Autobuses de Alicante, ubicada en el ensanche de la ciudad. Este edificio se caracterizaba por su funcionalidad y por integrar elementos arquitectónicos modernos adaptados a las necesidades del transporte urbano de la época.